# Cerfontaine (Bélgica)
Cerfontaine (en valón, Cerfontène) es un municipio francófono situado en la provincia de Namur, en Valonia (Bélgica). Tiene una población estimada, a inicios de 2023, de 4995 habitantes.

## Geografía
El municipio tiene una superficie total de 83 km² y una densidad de 59.9 habitantes por km².

## Secciones
Comprende los territorios de los siguientes antiguos municipios, que se fusionaron en 1977:
| - Cerfontaine - Daussois - Senzeille - Silenrieux - Soumoy - Villers-Deux-Églises |

## Demografía

### Evolución
El siguiente gráfico refleja la evolución demográfica de la localidad, incluyendo los municipios incorporados después de efectuada la fusión el 1 de enero de 1977.
| Gráfica de evolución demográfica de Cerfontaine entre 1866 y 2023 |
|                                                                   |